# 九州現代音楽祭
九州現代音楽祭（きゅうしゅうげんだいおんがくさい）は、九州・沖縄作曲家協会が主催する現代音楽祭。第1回（1980年8月28日／大分）での開催以来、毎年、九州各県持ち回りで開催され、既に約30回を数える。作曲コンクールや国際シンポジウムをとおした議論提起など、多彩な企画を持つ。